# Jorge Subero Isa
Jorge A. Subero Isa (San José de Ocoa, 9 de marzo de 1947) es un exjuez, abogado y profesor universitario dominicano. Fue presidente de la Suprema Corte de Justicia de la República Dominicana en el período 1997-2011. Actualmente se dedica a la práctica privada como consultor legal.

## Biografía
Jorge A. Subero Isa nació el 9 de marzo de 1947 en San José de Ocoa, República Dominicana. Es hijo de Rafael Antonio Subero y Josefa Emilia Isa. Realizó sus estudios primarios en la Escuela Julia Molina y de bachillerato en el Liceo José Núñez de Cáceres, ambos de su pueblo natal.
Ingresó en el año 1965 a la Universidad Autónoma de Santo Domingo (UASD), graduándose de Doctor en Derecho el 25 de marzo de 1970. En sus años de estudiante laboró en el Ministerio de Educación de la República Dominicana.
Inició su carrera docente en 1974 en la Universidad Nacional Pedro Henríquez Ureña (UNPHU) impartiendo las materias de Principios Generales del Derecho, Derecho Internacional Privado y Las Obligaciones. 
En el año 1984 fundó la Escuela de Derecho de la Universidad Iberoamericana (UNIBE), donde impartió las asignaturas de Derecho Internacional Privado, Las Obligaciones, Responsabilidad Civil, Introducción al Derecho, así como Interpretación de Textos Jurídicos. Dicha casa de estudios le reconoció como Profesor Meritísimo en el año 2011.

## Primeros años ejercicio profesional
El 12 de marzo de 1973 fue designado Notario Público del Distrito Nacional por la Suprema Corte de Justicia. Desde su graduación y con excepción del periodo que ocupara como Gerente de Reclamaciones y Asesor Legal de la Compañía de Seguros San Rafael C x A (1974-1977), se dedicó al ejercicio privado del Derecho con énfasis en la responsabilidad civil, el derecho civil y los seguros.
Durante el período 1979-1981 fue elegido Presidente del Colegio Dominicano de Notarios. En 1989, fue miembro de la Comisión Dominicana para la Implementación de un Sistema de Equivalencias de Títulos Universitarios entre el Reino de España y la República Dominicana. Fue miembro además hasta el 1997 del Consejo de Conciliación y Arbitraje de la Cámara de Comercio y Producción del Distrito Nacional, donde en varias ocasiones fue escogido para integrar el tribunal arbitral.

## Suprema Corte de Justicia
El 3 de agosto de 1997 fue nombrado, por el Consejo Nacional de la Magistratura Presidente de la Suprema Corte de Justicia, siendo el primer presidente designado por dicho organismo desde su creación en 1994, posición que ocupó tras su paso por la presidencia de la Junta Central Electoral. Durante su gestión le correspondió presidir los Consejos Directivos de la Escuela Nacional de la Judicatura y de la Oficina Nacional de Defensa Pública, así como el Consejo del Poder Judicial.
En el año 2011, durante el proceso de evaluación para confirmar o no a los jueces de la Suprema Corte de Justicia de conformidad con el mandato de la Constitución del año 2010, no fue confirmado por el Consejo Nacional de la Magistratura en la posición de Presidente pero si ratificado como juez miembro, y renunciando al puesto.

### Logros Alcanzados
- "Creación del Centro de Documentación e Información Judicial Dominicano"
- "Creación de los Centros de Mediación Familiar, como métodos de resolución alterna de conflictos"
- "Creación e implementación del Consejo del Poder Judicial"
- "Creación de la Escuela Nacional de la Judicatura"
- "Establecimiento del Sistema Nacional de Defensa Pública"
- "Implementación del Código Procesal Penal Dominicano"
- "Implementación de la Estructura Judicial de la Provincia Santo Domingo"
- "Implementación de la Ley 327-98 y el establecimiento del Sistema de Carrera Judicial"
- "Implementación de la Ley 136-03 que establece el Sistema para la Protección de Niños, Niñas y Adolescentes"
- "Implementación de la Ley 108-05 sobre Registro Inmobiliario, con el apoyo del Banco Interamericano de Desarrollo"

### Publicaciones
- “2 Años de Jurisprudencia Dominicana"
- “4 Años de Jurisprudencia Analítica Dominicana”
- “El Contrato y los Cuasicontratos”
- “Índice Alfabético del Código para la Protección del Niño, Niña y Adolescente”
- "Jurisprudencia Dominicana de Seguros”
- “La Nueva Terminología Procesal Penal Dominicana”
- “No Siempre he Hablado por Sentencias”
- “Tratado Práctico de Responsabilidad Civil Dominicana”
- “Teoría y Práctica del Derecho del Seguro”

## Reconocimientos Nacionales e Internacionales
- Hijo Meritísimo del Municipio de San José de Ocoa"
- Huésped Distinguido del Municipio de Comendador, Provincia Elías Piña"
- Huésped Distinguido Municipio de San Pedro de Macorís"
- "Huésped Distinguido de la Ciudad de San Salvador, El Salvador."
- "Huésped Distinguido por el Consejo Municipal de la Ciudad de Santa Ana, República de El Salvador"
- "Huésped de Honor por la Corporación de Copán, República de Honduras."
- "Llaves de la Ciudad de Cartagena de Indias, Colombia."
- "Medalla Bicentenario de la Independencia (1810-2010) y Centenario de la Revolución (1910-2010) de los Estados Unidos Mexicanos, Poder Judicial de México"
- "Medalla conmemorativa del 20 Aniversario del Tribunal Superior de Justicia del Brasil."
- Profesor Meritísimo Universidad Iberoamericana (UNIBE)"
- "Reconocimiento por la Cámara de Representantes del Estado Libre Asociado de Puerto Rico"
- Reconocimiento Colegio de Abogados República Dominicana"
- "Reconocimiento por el Comisionado de Apoyo a la Reforma y Modernización de la Justicia"
- "Reconocimiento por la Coordinación Nacional de Registros de Títulos"
- "Reconocimiento por las Procuradurías Fiscales de San Pedro de Macorís y el Distrito Nacional"
- Reconocimiento Universidad Autónoma de Santo Domingo (UASD)"
- Socio Honorífico La Vega Country Club, Club Deportivo Naco, Club Libanés - Sírio - Palestino
- Reconocimiento “Liderando con Integridad” por Tetra Tech DPK otorgado por primera vez en el 2013[1]